# Libertador (film)
Libertador è un film del 2013 diretto da Alberto Arvelo.
Il film è stato scelto come partecipazione venezuelana per l'Oscar al miglior film in lingua straniera e all'87ª edizione degli Oscar,.

## Trama
Il film tratta della vita del Libertador Simón Bolívar, patriota venezuelano, della sua infanzia, del matrimonio con María Teresa Rodríguez del Toro e della difesa dei diritti degli indigeni e degli schiavi.

## Uscita
Il film ha debuttato nelle sale il 9 settembre 2013 al Toronto International Film Festival, ed è uscito per la prima volta nelle sale cinematografiche venezuelane il 24 luglio 2014. Il film è poi uscito, grazie alla pubblicazione tramite la Cohen Media Group su Blu-ray Disc e DVD il 10 marzo 2015.